# Eupsilia albipuncta
Eupsilia albipuncta är en fjärilsart som beskrevs av Embrik Strand 1903. Eupsilia albipuncta ingår i släktet Eupsilia och familjen nattflyn. Inga underarter finns listade i Catalogue of Life.